# Žuglići
Žuglići – wieś w Bośni i Hercegowinie, w Federacji Bośni i Hercegowiny, w kantonie hercegowińsko-neretwiańskim, w gminie Jablanica. W 2013 roku liczyła 42 mieszkańców, z czego większość stanowili Boszniacy.